# Vlado Puljić
Vlado Puljić (Zagreb, 18. kolovoza 1934. – Mostar, 21. studenog 2008.) je bio hrvatski književnik iz BiH. Pisao je pjesme i aforizme.
Bio je članom Društva hrvatskih književnika Herceg-Bosne.
Svojim djelima je ušao u antologiju hrvatskog pjesništva druge polovice 20. st., priređivača prof. dr Stijepe Mijovića-Kočana Skupljena baština.